# Charles Dionne
Charles Dionne (né le 15 mars 1979 à Saint-Rédempteur) est un coureur cycliste canadien.

## Palmarès
- 1998
  - Tour de Toona
- 1999
  -  Champion du Canada du contre-la-montre espoirs
  - 5e étape du Tour de Hokkaido
  - 2e du championnat du Canada sur route espoirs
- 2000
  - Mardis cyclistes de Lachine
  - 2e du championnat du Canada du contre-la-montre espoirs
- 2001
  -  Champion du Canada sur route espoirs
  -  Champion du Canada du contre-la-montre espoirs
  -  Champion du Canada du critérium
- 2002
  - 2e, 4e et 7e étapes du Tour de Toona
  - 4e étape de la Redlands Bicycle Classic
  - GP Gaston Langlois
  - Grand Prix de San Francisco
  - 3e de la Clarendon Cup
  - 3e du championnat du Canada du critérium
- 2003
  - 4e étape de la Redlands Bicycle Classic
  - Captech Classic Richmond
- 2004
  - Grand Prix de San Francisco
  - 2eb étape du Tour de Wellington
  - 5e étape de la Redlands Bicycle Classic
  - 3e étape du Tour de Beauce
  - 5e étape de la Cascade Classic
  - 3e étape de la Green Mountain Stage Race
  - 2e du Tour du Connecticut
  - 2e de la Green Mountain Stage Race
  - 3e de la Sea Otter Classic
  - 3e du Tour de Wellington
- 2005
  -  Champion du Canada du criterium
  - 5e étape du Tour de Beauce
  -  Médaillé d'argent au championnat panaméricain sur route
- 2007
  -  Champion du Canada du criterium
  - Coupe de la Paix :
    - Classement général
    - 1re, 2e et 4e étapes
- 2008
  - 2e et 4e étape du Tour de Québec
- 2009
  - 5e étape du Tour de Beauce
  - 3e et 4e étapes de la Fitchburg Longsjo Classic
  - 5e étape du Tour de Québec
  - 2e de l'US Air Force Cycling Classic
  - 2e de la Fitchburg Longsjo Classic
  - 3e du Tour de Québec
- 2010
  - 4e étape de la Fitchburg Longsjo Classic

## Classements mondiaux
| Année            | 2005 | 2006 | 2007 | 2008 | 2009 | 2010 |
| ---------------- | ---- | ---- | ---- | ---- | ---- | ---- |
| UCI America Tour | 24e  |      | 57e  | 189e | 70e  | 307e |
| UCI Oceania Tour |      |      |      |      | 61e  | 82e  |